# Dolina Bobrowiecka Orawska

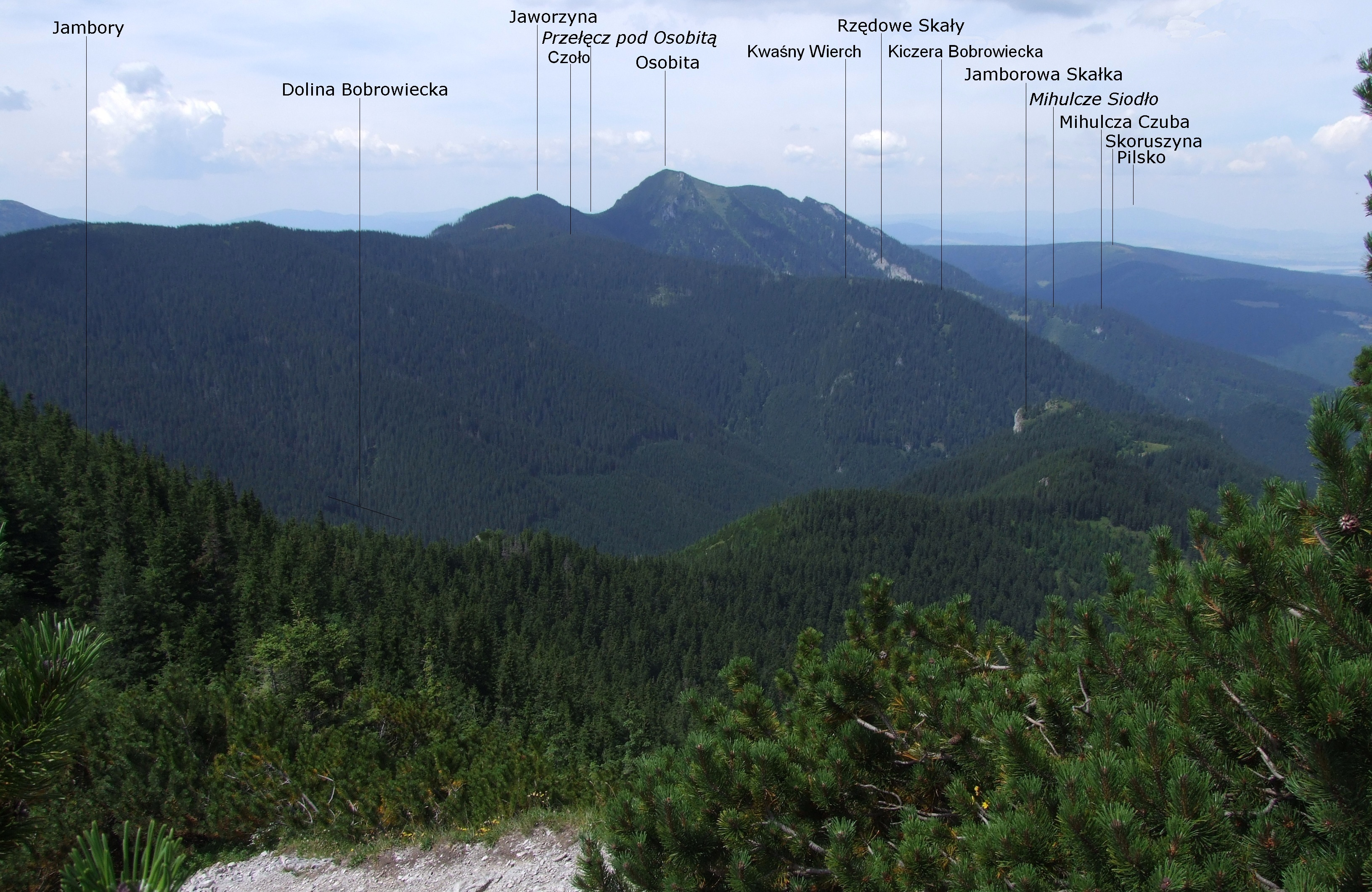
Dolina Bobrowiecka, widok z Bobrowca

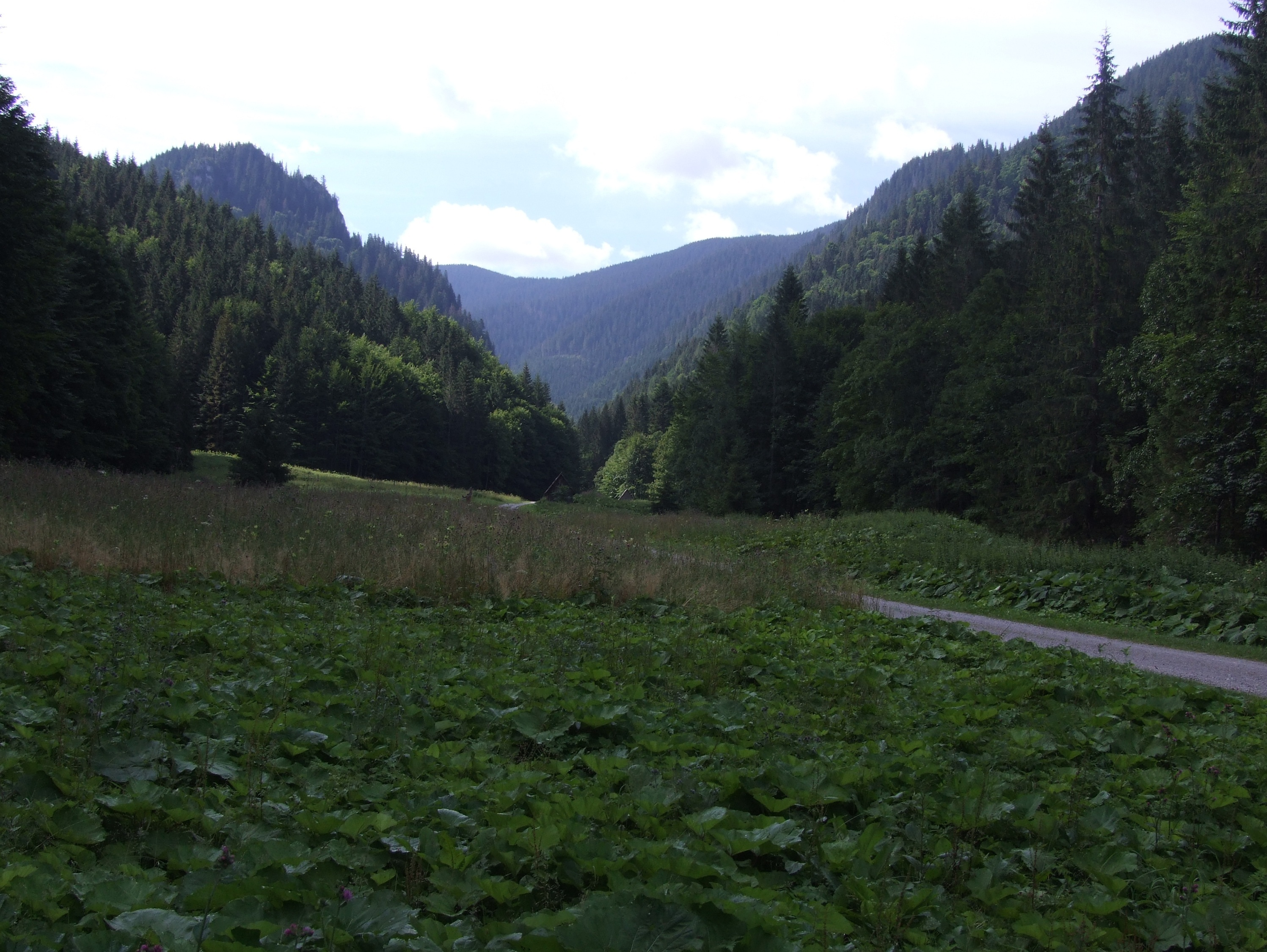
Dolna część doliny

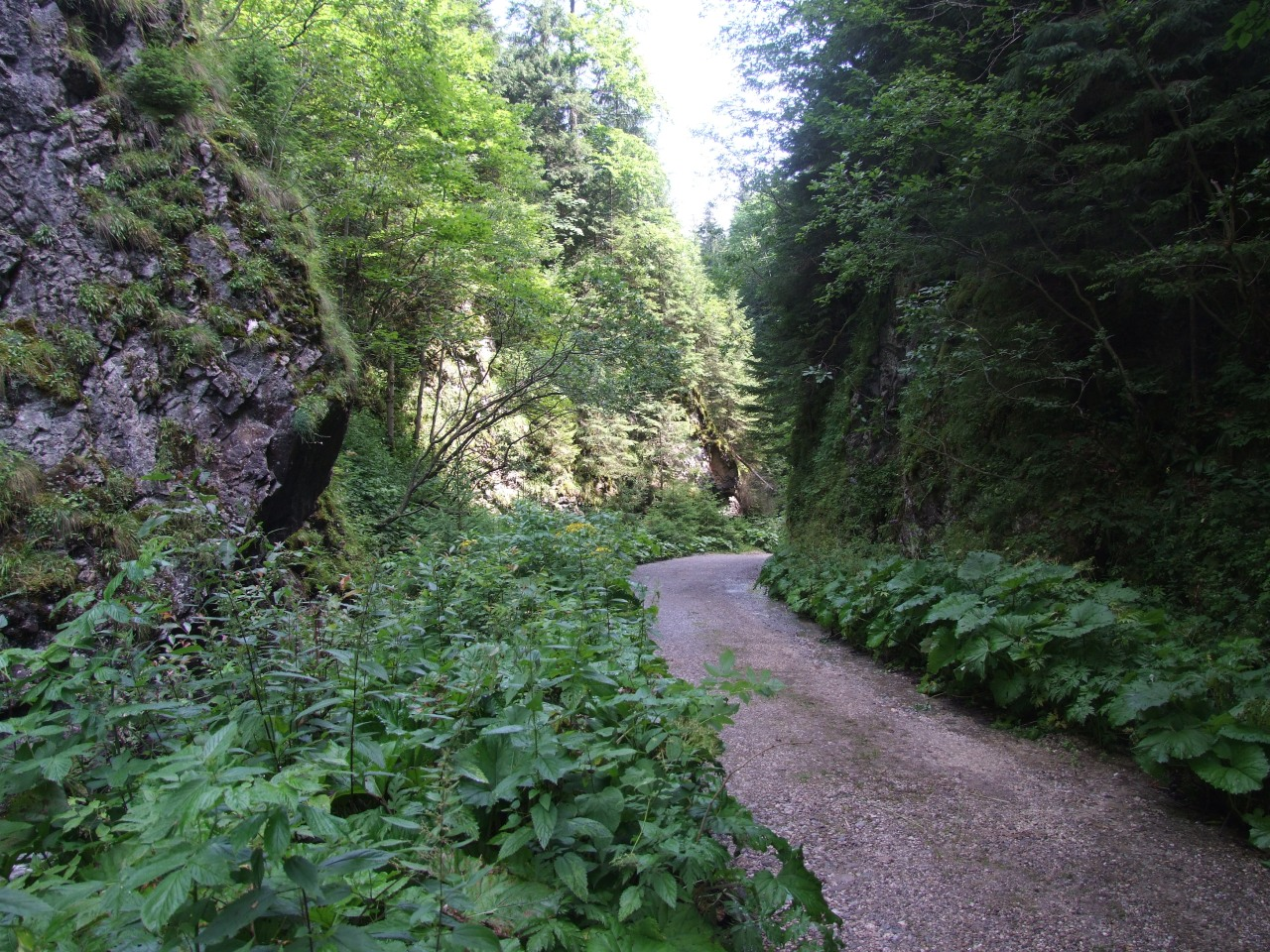
Wąwóz Skálna brána w Dolinie Bobrowieckiej

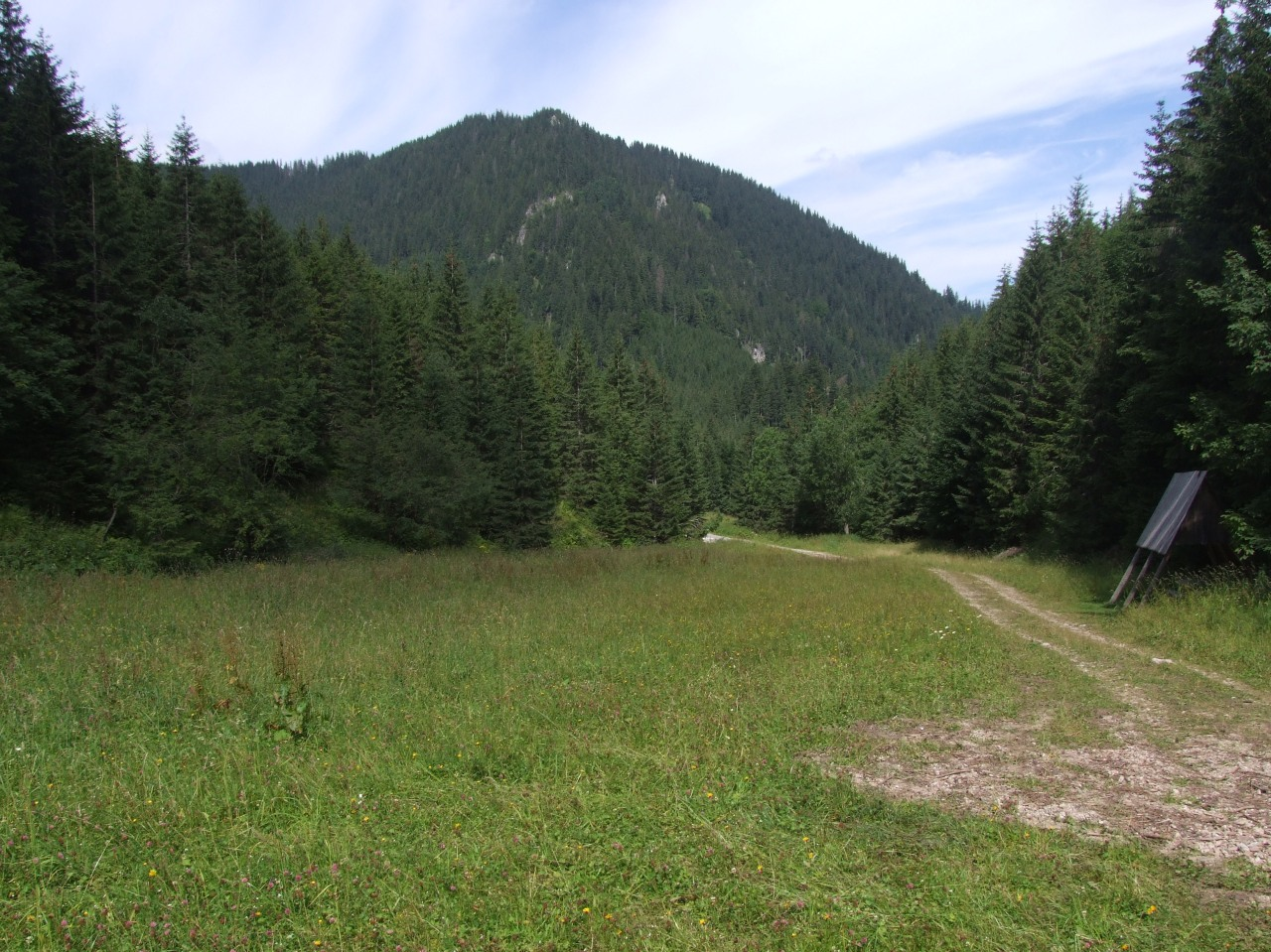
Dolina Bobrowiecka i Kwaśny Wierch

Dolina Bobrowiecka (słow. Bobrovecká dolina, Bobrovská dolina) – duża dolina na Orawie w słowackich Tatrach Zachodnich. Dla odróżnienia od innej Doliny Bobrowieckiej na Liptowie (też w Tatrach Zachodnich) na mapach nazywana jest Doliną Bobrowiecką Orawską.

## Topografia
Uchodzi do Kotliny Orawickiej na wysokości ok. 850 m, górą podchodzi pod Bobrowiecką Przełęcz (1356 m). Od wschodu obramowanie doliny tworzy odcinek północnej grani Wołowca (od Jamborowego Wierchu po Grzesia), orograficznie lewe północno-zachodnia grań Grzesia po Osobitą, i dalej opadający z masywu Osobitej w północno-wschodnim kierunku grzbiet przez Mihulczą Czubę po Kozi Gronik nad polaną Waniczka. Orograficznie prawe ograniczenie tworzy grzbiet Jambory odchodzący od Jamborowego Wierchu przez Jamborową Skałkę do Umarłej Kopki, dalej Umarła Przełęcz i grzbiet Jeżowego Wierchu. W prawych zboczach doliny brak bocznych odgałęzień, natomiast w lewych jest kilka. Największe z nich to Dolina Sucha Orawicka podchodząca pod Osobitą oraz jej odnoga – Dolinka Kwaśna. Pomiędzy Kiczorą Bobrowiecką a zboczami Jamborowej Skałki dolina zwiera się w ciasny, 250-metrowej długości wąwóz Skalna brána. Dnem doliny spływa Bobrowiecki Potok. Zasilany jest kilkoma potokami spływającymi spod grani Grześ-Osobita. Największy z nich to Suchy Potok.

## Opis doliny
Jest to największa z wapiennych dolin Tatr Orawskich. Ma powierzchnię 9 km² i długość ponad 4 km. Cała dolina powstała na obszarze skał osadowych, głównie wapieni i dolomitów z okresu jury i kredy. Wietrzejące skały wapienne i dolomitowe tworzą charakterystyczne skałki o zróżnicowanych kształtach. Na niedostępnych turniach zachowały się fragmenty pierwotnego lasu dolnoreglowego. Bogata jest flora i fauna, żyją tutaj duże zwierzęta, włącznie z niedźwiedziem brunatnym. Dolina nie była w czasie ostatniego glacjału zlodowacona, została wyrzeźbiona przez wodę. Górna część doliny jest jednym z najbardziej klasycznych w Tatrach przykładów doliny rzecznej o V-kształtnym przekroju.
W dolinie występują źródła wód mineralnych i termalnych. Jednym z nich jest Jaszczurzyca. Dawniej, zanim wybudowano nowe kąpielisko termalne w Orawicach, funkcjonował na niej basenik kąpielowy. Po zachodniej stronie Bobrowieckiego Potoku, 3 km od Orawicy (przy Waniczce) bije źródło siarkowodorowe zwane Kisłą Wodą, woda z niego według miejscowych podań ma własności lecznicze.

## Historia
Nazwa doliny pochodzi od miejscowości Bobrów na Orawie, założonej około 1600 r. Dolina była od dawna wypasana, w 1615 wypasał na niej np. sołtys słowackiej miejscowości Trzciana (Trstená). Pasterstwo było tutaj silnie rozwinięte, przed II wojną światową duże były wpływy polskie. Znaczna część wypasanych stad pochodziła bowiem z Podhala (wypasał tutaj Witów i Chochołów), Polacy stanowili znaczną część obsady pasterskiej, posługiwano się polskim językiem, polskie było budownictwo. Polacy zatrudniali się przy wyrębie lasów, często tutaj również polowali.
Miała też dolina swoją przeszłość zbójnicką. Jej rejon, a szczególnie otoczenie jej odgałęzienia, Doliny Suchej Orawickiej, był jedną z głównych kolebek zbójników, uchodził za gniazdo, w którym ukrywali oni swoje skarby, a wiosną za pomocą rozpalanej na szczycie Osobitej watry zwoływali się w zbójnickie drużyny. Tutaj np. pod Osobitą przez wiele lat ukrywał się polski zbójnik Tatar Myśliwiec, zaś inny, równie słynny Wojtek Mateja za pomocą sprytnego podstępu obrabował karczmę w Orawicach.
Obecnie cały obszar doliny wchodzi w skład TANAP-u. Główną bazę wypadową do zwiedzania doliny stanowią Orawice. Dnem doliny aż po wąwóz Skalna brána prowadzi wygodna, asfaltowana droga udostępniona również dla turystów niepełnosprawnych. Obowiązuje na niej zakaz wjazdu dla pojazdów samochodowych.

## Szlaki turystyczne
– niebieski szlak z Orawic przez cała Dolinę Bobrowiecką Orawską na Bobrowiecką Przełęcz.
- Czas przejścia z Orawic do Waniczki i szlaku żółtego: 40 min, z powrotem tyle samo
- Czas przejścia z Waniczki do łącznikowego szlaku zielonego: 15 min, z powrotem tyle samo
- Czas przejścia od szlaku zielonego na Bobrowiecką Przełęcz: 1:30 h, ↓ 1 h

  – krótki zielony szlak łącznikowy z Doliny Bobrowieckiej na Umarłą Przełęcz. Czas przejścia: 30 min, ↓ 25 min.
  – żółty, łącznikowy szlak z Waniczki w Dolinie Bobrowieckiej Orawskiej do skrzyżowania przy górnym końcu Szatanowej Polany u wylotu Doliny Juraniowej. Odległość 1,5 km. Czas przejścia: 20 min, z powrotem tyle samo.